# Perales del Puerto
Perales del Puerto es un municipio y localidad española de la provincia de Cáceres, en la comunidad autónoma de Extremadura. El término municipal tiene una población de 903 habitantes (INE 2024).

## Geografía
El término municipal de Perales del Puerto limita con Cilleros al oeste; Hoyos al noroeste; Acebo al norte; Villasbuenas de Gata al este; Gata al noreste; y Moraleja al sur.

## Historia

### Ara dedicada a Júpiter
Ara de granito local, con coronamiento formado por tres molduras que corren por las cuatro caras. La parte superior está muy erosionada. Fue hallada formando parte de la pared de una finca en la Dehesa de Arriba. El texto ha sido retocado recientemente. Sin embargo las líneas 1 y 2 son evidentes: presentan una dedicación a Iuppiter Optimus Maximus. La 3 es más problemática puesto que en función del texto que sigue, Arcobrigenses, lo lógico sería pensar en unos vicani, aunque, no vemos en la pieza ningún rastro del primer trazo de la V. Acani podría interpretarse como un nominativo plural, un grupo étnico, los Acani. No sería la primera vez que aparece una referencia de este tipo relacionada con Arcobriga. En la inscripción rupestre de la Ponte do ídolo en Braga, se acepta comúnmente, que el término Ambimogidus designa la división étnica a la que pertenecía Caecilius Fronto de la ciudad de Arcobriga que dedicó el monumento. También podría pensarse en unos A(uli) Cani, una familia que fuera originaria de Arcobriga, interpretación que resulta muy forzada. Así pues, preferiríamos corregir Acani en "vi"cani y de este modo desarrollaríamos: 
Io_v¬i / O_p¬(timo) · Ma(ximo) / _vi¬cani · Arcobri / genses / [a(ram)] · p(osuerunt) · a(nimo) · l(ibentes)
Conocemos con seguridad una localidad con el nombre de Arcobriga en Celtiberia. La existencia de otra Arcobriga, mencionada por Ptolomeo, que habría estado situada en el Occidente de la Península no ha sido confirmada de momento, aunque, si fuera cierta, preferiríamos que estos vicani procedieran de esta última, de la que no sería extraño que procediesen otros Arcobrigenses atestiguados en la zona próxima de Coria y Braga.
Testimonios de dedicaciones a Júpiter por vicani indígenas en Lusitania, no son excepcionales: vicani Tongobrigenses en Brozas, Cáceres; vicani Camalocenses (freguesia y municipio Crato, distrito Portalegre); vicani Atucausenses (freguesia y municipio Amarante, distrito Porto) y vicani Mace[..]enses (en el mismo Perales del Puerto). Tras estas dedicaciones a Júpiter podría ocultarse una divinidad indígena. La proximidad del lugar del hallazgo de esta ara al monte Jálama, situado al Norte de S. Martin de Trevejo, que identifican con el dios Salama, divinidad considerada por algunos como posible versión indígena de Júpiter, avalarían la hipótesis.
Ara dedicada a Júpiter
Medidas: 37 x 57 x 20
Actualmente se conserva en un domicilio particular de Acebo.

### Arcóbriga
Arcóbriga es una palabra de origen celta formada por el lexema ARC que significa rey o piedra. La mayoría de los topónimos que comienzan por los lexemas ARCO, ARK o ARC tienen la particularidad de que se encuentran o sobre yacimientos arqueológicos de época romana o muy cerca de sus calzadas y vías. Estos topónimos se localizan especialmente en la Lusitania, Celtiberia y Bracarense, y todos están relacionados con la palabra piedra. Por otro lado, los topónimos terminados en BRIGA, en un principio, significaron elevación o altura; pero muy pronto adquirieron el significado de ciudad, castro, fortaleza o lugar fortificado. El sufijo BRIGA fue adoptado por los romanos como sufijo apelativo para referirse a ciudades fortaleza.
Dejando a un lado la Arcóbriga celtibérica localizada en Monreal de Ariza, Zaragoza, hubo otras dos Arcóbrigas Lusitanas, ambas documentadas por Ptolomeo, pero no localizadas. Hubo una Arcóbriga no documentada textualmente, pero que sí aparece en la Epigrafía de la ciudad de Braga, según Ptolomeo estaba esta ciudad en la región celta de gletas, entre el Algarve y el Alentejo portugués. La que más nos podría interesar es la Arcóbriga capital occidental de la diócesis placentina, que reemplazó a la población verata de Ambracia tras ser destruida ésta a causa de diversas invasiones allá por el año 400 d. C. A ella, quizás, pudiera referirse una lápida encontrada en Coria que obedece a un ACEMILIUS MARCELLUS.M.F. ARCOBRIGENSIS. O un ara votativa a dedicada a Júpiter, cuyos dedicantes eran VICIANI ARCOBRIGENSIS encontrada en Perales del Puerto.
Pues bien, la supuesta población de la Arcóbriga se encuentra en medio de una espesa vegetación que denominan el Valle de los Ascentros, en el término de Perales del Puerto. Al tratarse de un asentamiento fortificado habría que hablar de un Castro, construido en ladera, que podría tener una superficie aproximada de poco más de 1 ha. Se conservan en pie varios sajurdones o chozos y parte del recinto amurallado con un ancho de muralla de media de unos 3 m. En los alrededores se observan diversos manantiales de agua, pozos y el cercano curso de un arroyo, además, se encuentra en una vía de comunicación privilegiada, próximo a la vía Dalmacia, que unía Extremadura con la Meseta, y que discurría desde Coria hasta Ciudad Rodrigo.

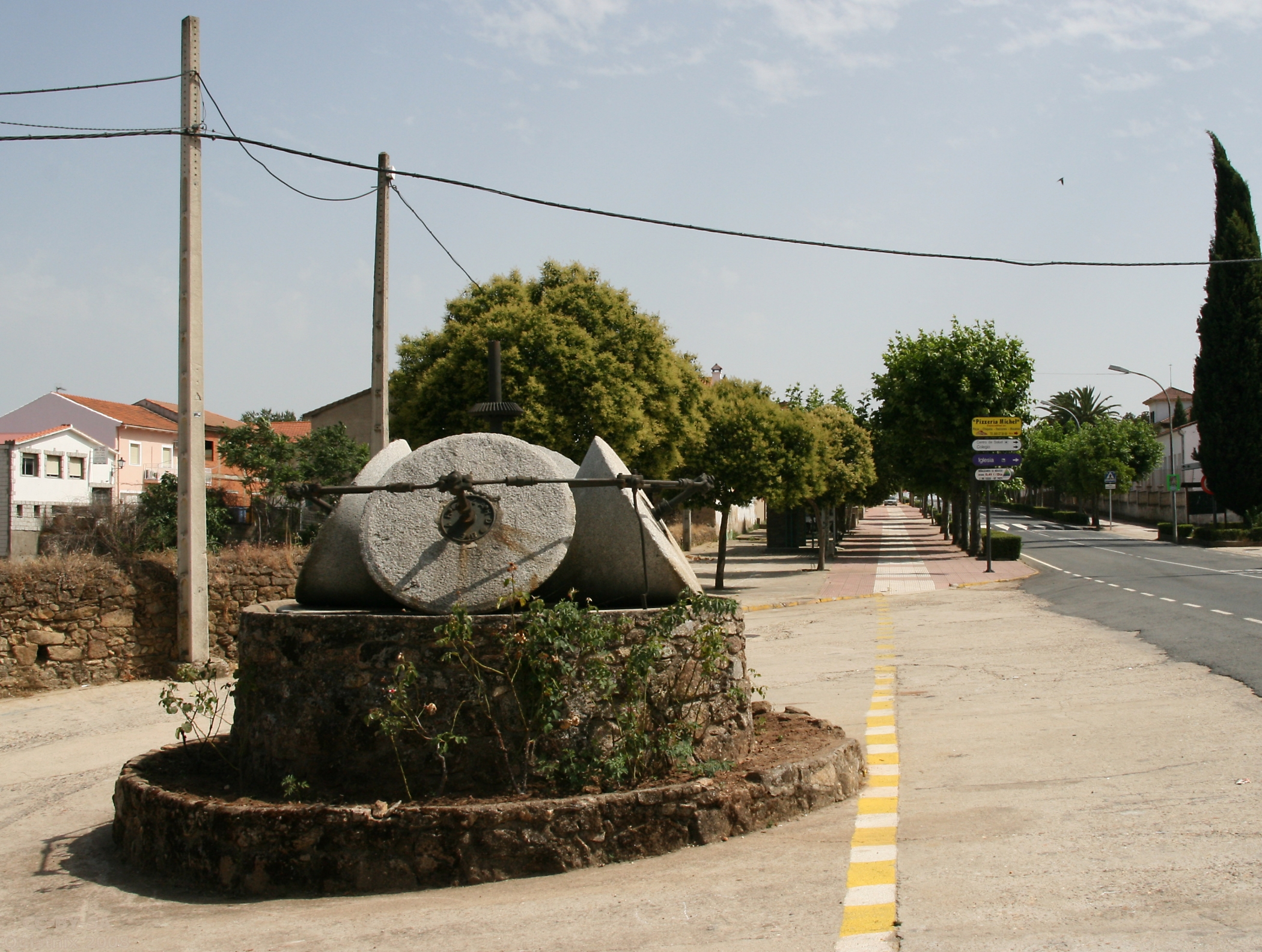

En el entorno se han encontrado diversas piezas de origen romano, dos Aras y un Arula dedicadas al Dios Romano Júpiter (tras es cual es muy posible que se escondiese una dedicación al Dios indígena Sálama) y otra Ara dedicada al Dios indígena Palantico. Domingo Domené en su obra "Historia de Sierra de Gata" utiliza la existencia de este Ara dedicada al Dios Palantico, como parte de una teoría que indicaría que los primeros pobladores de Sierra de Gata fueron los Ilirios, un pueblo indoeuropeo muy poco conocido pero que tuvo gran importancia en Europa Central. Años después, en torno al año 800 a. C., una crecida y diversa cantidad de esos nuevos indoeuropeos cruzó los Pirineos Occidentales y se extendió, poco a poco, por el interior de la Meseta. Uno de los grupos recién llegados fue el de los Vetones. La llegada de los Romanos supuso enfrentamientos, Vettones y Lusitanos lucharon juntos, por defender, que se reconocieran las demarcaciones de su territorio, así como sus derechos de mercado y pastoreo, como siempre habían hecho. Consumado el dominio Romano, el asentamiento pudo no verse afectado por la orden de César, de bajar los Castros a los llanos, para tener un mayor control de los pueblos indígenas. Es de suponer que la decadencia llegase en la época medieval, cuando las Órdenes Militares tomaron el control del puerto de Perodiçola o Perales, surgiendo en sus inmediaciones un asentamiento que daría lugar a la actual población de Perales del Puerto.

### Cruz de la Orden Militar de Alcántara
Alfonso VII, ante las dificultades para defender y repoblar Ciudad Rodrigo y su comarca por la proximidad de los musulmanes e incluso de los portugueses de quienes siempre podía esperarse un ataque, otorgó al salmantino don Suero Fernández Barrientos y a un grupo de caballeros del mismo origen un pereiro o campo de perales próximo a la ermita de San Julián, junto al río Coa, a 45 km al oeste de Ciudad Rodrigo, y a 22 km de Sabugal. 
En 1156 por consejo del ermitaño, que se llamaba Pedro Amando, los recién llegados se unieron en hermandad, imitando a los caballeros del Temple y del Hospital. El obispo residencial más próximo en el reino de León, don Ordoño, de Salamanca, les dio como regla religiosa la de san Benito, en su versión cisterciense. Los caballeros transformados en frailes (freyres decían ellos), eligieron como prior a don Suero, edificaron una torre que les servía de defensa y convento y bautizaron el lugar con el nombre de San Julián del Pereiro. Haciendo gala de humildad, tomaron como escudo de armas un peral silvestre, pardo, sin hojas, y con las raíces descubiertas, sobre campo de oro. 
Para animar a las órdenes militares a recuperar lo perdido, en 1181 Fernando II cedió a la Orden del Hospital, en propiedad y con derechos de jurisdicción, el lugar de Villasrubias y al año siguiente dio a la Orden del Pereiro los derechos de portazgo del puerto de Perodiçola, paso indispensable para los ganaderos trashumantes y por ello era una buena fuente de ingresos. El puerto cambió de nombre y pasó a llamarse del Pereiro, de donde devino a Perales y junto a él nace un asentamiento que daría origen a la población de Perales del Puerto.
Años más tarde, como muestra de agradecimiento a los castellanos por la ayuda recibida en la conquista de Alcántara a los musulmanes en 1214, el rey hizo entrega de dicha población a la Orden de Calatrava tres años más tarde; pero esta orden era esencialmente castellana y Alfonso IX estaba decidido a "leonizar" su reino en la medida de lo posible. El rey debió presionar para que Calatrava cediese la nueva propiedad a la Orden del Pereiro; esa cesión tuvo lugar el 16 de julio de 1218; el Pereiro se obligaba a obedecer, nominalmente, al maestre de Calatrava. A partir de este momento, la Orden de San Julián del Pereiro, además de modificar el escudo con el peral sin hojas que habían adoptado los fundadores del Pereiro añadiéndole las trabas distintivas de la Orden de Calatrava, utilizando una cruz sinople similar pero en color verde en lugar del rojo, cambió de nombre para pasar a llamarse Orden de Alcántara.

### Edad Contemporánea
Hacia mediados del siglo XIX, el lugar tenía contabilizada una población de 1096 habitantes. Aparece descrito en el decimosegundo volumen del Diccionario geográfico-estadístico-histórico de España y sus posesiones de Ultramar de Pascual Madoz de la siguiente manera:

PERALES: l. con ayunt. en la prov. y aud. terr. de Cáceres (14 leg.), part. jud. do Hoyos (3/4), dióc. de Coria (4), c. g. de Esremadura (Badajoz 25). sit. sobre una colina al SE. de las sierras de Gata; es de clima templado; reinan los vientos N. y se padecen constipados é irritaciones gastro-intestinales: Tiene 201 casas generalmente de dos pisos; la del ayunt.; cárcel; escuela dotada con 1,300 rs., á la que asisten 67 niños; igl. parr. (la Asuncion) con curato de primer ascenso y provision ordinaria; en los afueras la ermita del Salvador, y al NO. la arruinada de Ntra Sra de la Peña: se surten de aguas potables de una fuente al E. de escelente calidad. Confina el térm. por N. con los de Hoyos y Acebo; E. Villas-buenas; S. Moraleja, y O. Cilleros, á dist. de una leg. escasa por los dos últimos puntos, 1/4 por los demas, y comprende 65,000 pies de olivo, en lo que consiste su principal riqueza; 1.000 peonadas de viña; un pequeño monte de alcornoque poco poblado; una deh. de propios con matorrales de robles y alguna tierra de labor. Le baña una rivera llamada de Perales que nace al N. del pueblo, corre al S. y desagua en el Alagon á las 4 ó 5 leg del l.; tiene al N. del mismo pueblo un puente de canteria que lleva su mismo nombre. El terreno por N. y O. es quebrado y escabroso, formando parte de las sierras (V. Gata) que vienen del E. y se introducen en Portugal; por E. y S. bastante plano, aunque siempre desigual y todo fértil y pizarroso: los caminos vecinales, pasando á Castilla la Vieja una calzada, que se denomina puerto de Perales, y es el menos pendiente de los de aquella serranía: el correo se recibe en Coria por el baligero de la estafeta del pueblo, dos veces á la semana. prod.: aceite, vino, centeno y toda clase de hortalizas; se mantiene ganado vacuno, lanar, cabrio, de cerda, y de 00 á 70 yuntas de labor, y se cria caza menuda y algunos peces y truchas. ind. y comercio: 7 lagares de aceite; 5 molinos harineros; una tahona; se esporta el aceite, principalmente á Oporto, donde se embarca para el estranjero, y se importan de Castilla los granos; hay un mercado todas las semanas. pobl.: 200 vec., 1,096 alm. cap. prod.: 2.036,000 rs. imp.: 101,800 rs. contr.: 15,550 rs. 15 mrs. presupuesto municipal: 7,000 del que se pagan 1,500 al secretario por su dotacion, y se cubre con los productos de propios.
(Madoz, 1849, p. 801)

Hasta la reforma de la nomenclatura municipal de 1916 el municipio se llamaba simplemente Perales. En dicha fecha su nombre fue modificado por el de Perales del Puerto.

## Demografía
Perales del Puerto cuenta con una población de 903 habitantes (INE 2024).
| Gráfica de evolución demográfica de Perales del Puerto entre 1842 y 2021 |
| |
| Población de derecho según los censos de población del INE Población de hecho según los censos de población del INEEn estos censos se denominaba Perales: 1842, 1857, 1877, 1887, 1897, 1900 y 1910. En este censo se denominaba Perales o Perales del Puerto: 1860. |

## Transportes
El pueblo está atravesado de norte a sur por la carretera EX-109 o avenida Sierra de Gata, que une la provincia de Salamanca con Moraleja.

## Patrimonio

### Iglesia
Iglesia parroquial católica bajo la advocación de Nuestra Señora de la Asunción, en la diócesis de Coria.

### Ermita de Nuestra Señora de la Peña
La Ermita de Nuestra Señora de la Peña se encuentra ubicada en una pequeña elevación en la confluencia de los términos municipales de Perales del Puerto, Hoyos y Cilleros.
"Sancta Maria de la Peña es buen monte de oso en invierno, et en verano. Et es la voceria por cima de la sierra de Sancta Maria. Et son las armadas, la una en el valle de Aguilar, et la otra en el Alcornocosa". Así es como Alfonso XI (1312-1350) lo cita en el Libro de la Montería.
Cuenta la leyenda que el origen de la misma se debe a la aparición de la Virgen en una peña próxima a unos pastores de los tres pueblos citados, erigiéndose en su honor la ermita en cuestión, cuya construcción actual dataría del siglo XVII o XVIII. La ermita se encuentra en estado ruinoso y de abandono, se conservan en pie parte de las paredes maestras y alguna arquería de la nave principal. La cabeza está construida con cantería de granito ayudada por cuatro contrafuertes, la bóveda de piedra y adobe, y posee un pequeño tragaluz orientado al sur. De la nave se conservan parte de los muros, de un tamaño similar a la cabeza, posee dos puertas, orientadas al sur y al oeste. Próximo a la ermita se encuentra un púlpito tallado en roca granítica.
Antiguamente se celebraba una Romería en la Peña donde según la tradición apareció la Virgen. Su celebración era el lunes de la octava de Pascua de Resurrección, a ella asistían vecinos de los tres pueblos que rivalizaban en ofrendas y atenciones. Durante la Guerra de la Independencia, por el año 1809, los franceses saquearon y quemaron la ermita, que desde entonces se encuentra en un estado de ruina progresiva. Es de suponer que la imagen de la Virgen fue de alguna forma puesta a salvo, porque se conserva en la actualidad en la Iglesia de Nuestra Señora de la Asunción, de Perales del Puerto, es la Patrona de la población y su celebración sigue siendo el segundo lunes tras el Domingo de Resurrección.

### Tumba de La Cama del Moro
La historia sobre las tumbas es corta, porque escasos o nulos han sido nuestros conocimientos sobre estas necrópolis; para la gente de los pueblos en la mayoría de los casos su nombre era: "Las tumbas de los moros". ¿Por qué las llamaban así? La razón habría que buscarla en la casi total ausencia de símbolos religiosos o profanos y en las relaciones que habrían tenido con el mundo musulmán. Cuando encontraron esos signos, eran tan exiguos, que no se atrevían a determinar que una simple cruz visigótica o griega, con un arco mozárabe de herradura, tuvieran relación con una historia de repoblación, parecida a la que nuestros mayores habrían iniciado unos siglos después. Por entonces el poderío musulmán estaba en expansión. Las racias de Almanzor llegaron ocupar la mayoría de la península ibérica, quedando a merced de dictador del califato omeya de Córdoba.
En la Edad Media, dentro del ámbito cristiano, se practicaron diferentes formas de enterramiento, con un ritual único, relacionado con la creencia en la inmortalidad del alma y en la resurrección del cuerpo. Aunque las costumbres ligadas a este ritual evolucionaron a lo largo de la época, con distintas normativas para hacer los enterramientos dentro o fuera de los templos y sus límites, sus características se mantuvieron constantes: inhumación, orientación de las tumbas al Este (para "mirar" hacia el sol naciente por la asociación luz-Dios-resurrección), vinculación a los edificios religiosos, y ausencia de ajuar en la mayoría de los casos. Los tipos de enterramientos según la estructura pueden ser:
Tumbas excavadas en la roca: el hueco en la roca es trapezoidal, con fondo recto o en bañera. Las más evolucionadas resaltan los bordes de la tumba en un intento de imitar los sarcófagos. La cubierta se hace con una o varias losas. Su cronología, sin límites precisos, oscila entre los siglos VIII y XII.
Tumbas de lajas: es la manera más sencilla de enterramiento. La estructura se basa en una excavación en la tierra de forma trapezoidal o rectangular, la colocación de lajas o losas en posición vertical adaptadas a las paredes del hueco, con o sin mortero, y cubierta de losas horizontales apoyadas en las verticales. La mayoría carece de suelo, aunque algunas pueden tener losas, piedras planas o roca madre. La cabecera puede estar marcada por dos o tres piedras que proporcionan una estructura antropomorma. Su cronología, podría abarcar desde el siglo IX al siglo XVI.
Sarcófagos de piedra: su utilización estuvo limitada a las capas más pudientes de la sociedad. La caja suele ser trapezoidal y su interior antropomorfo. La cubierta varía entre la simple a dos aguas y la poligonal, sin decoración o con ella, incluyéndose inscripciones y heráldica. Aunque existen ejemplos anteriores al siglo XI, su uso se debió generalizar a partir del siglo XII.
Como complemento en el mundo funerario medieval, destacan las Estelas, sencillos monumentos de piedra que servían para indicar la situación de la tumba, colocadas en la cabecera a modo de lápida, y también posiblemente, para delimitar el recinto funerario. La Estela medieval más frecuente es en forma de disco, decorado generalmente con una cruz y motivos geométricos, con un pie liso para hincarlo en el suelo. 
Material: Granito 
Dimensiones: 
- Largo/Ancho: 185 cm x 41-30 cm 
- Profundidad: 36 cm-34 cm 
Orientación: W-E
Forma: ovalada, de paredes curvas y fondo de bañera. Tiene forma antropomorfa en la base de la cabeza. No hay restos de la cubierta.

## Festividades
Las principales fiestas son:
- Fiestas en honor de la Virgen de la Peña (segundo lunes después del Domingo de Resurrección).
- Fiestas del emigrante en honor de la Virgen de la Peña (primer fin de semana de agosto).
- Fiestas en honor a San Andrés (30 de noviembre).